# Psellidotus fulvicornis
Psellidotus fulvicornis är en tvåvingeart som först beskrevs av Charles Howard Curran 1927.  Psellidotus fulvicornis ingår i släktet Psellidotus och familjen vapenflugor. Inga underarter finns listade i Catalogue of Life.